# Just Be
Just Be é o segundo álbum de originais de Tiësto, lançado na Holanda em 6 de Abril de 2004. O álbum contém participações de BT, Kirsty Hawkshaw e Aqualung nos vocais. Também há um remake de Adagio for Strings, obra clássica de Samuel Barber e primeiramente "remixada" há uns anos por William Orbit. Os singles do álbum foram Love Comes Again, Just Be, Traffic, UR, A Tear In The Open e Adagio for Strings.

## Lista de faixas
1. "Forever Today" – 11:59
2. "Love Comes Again" (com BT) – 8:09
3. "Traffic" – 5:27
4. "Sweet Misery" – 7:33
5. "Nyana" – 6:44
6. "UR" (com Aqualung) – 5:59
7. "Walking on Clouds" (com Kirsty Hawkshaw) – 7:27
8. "A Tear In The Open" – 9:22
9. "Just Be" (com Kirsty Hawkshaw) – 8:44
10. "Adagio for Strings" – 7:23

## Paradas musicais
| País/Parada (2004)                         | Melhor posição |
| ------------------------------------------ | -------------- |
| Bélgica (Ultratop Flandres)                | 2              |
| Bélgica (Ultratop Valônia)                 | 96             |
| Países Baixos (Dutch Charts)               | 1              |
| Alemanha (Offizielle Deutsche Charts)      | 51             |
| Hungria (MAHSZ)                            | 21             |
| Reino Unido (Official Albums Chart)        | 54             |
| Estados Unidos (Dance/Electronic Albums)   | 3              |
| Estados Unidos (Billboard Top Heatseekers) | 11             |

| Páis/Parada (2004)                              | Melhor posição |
| ----------------------------------------------- | -------------- |
| Bélgica (Ultratop Flandres)                     | 28             |
| Países Baixos (Album Top 100)                   | 21             |
| Estados Unidos (US Top Dance/Electronic Albums) | 16             |